# Tephrosia
Tephrosia Pers. – rodzaj roślin z rodziny bobowatych (Fabaceae). Według The Plant List obejmuje co najmniej 362 gatunki. 

## Systematyka
Pozycja według APweb (aktualizowany system APG III z 2009)
Jeden z rodzajów plemienia Millettieae z podrodziny bobowatych właściwych (Faboideae) z rodziny bobowatych (Fabaceae) należącej do rzędu bobowców (Fabales) reprezentującego dwuliścienne właściwe.
Wykaz gatunków
| - Tephrosia abbottiae C.E.Wood - Tephrosia acaciifolia Baker - Tephrosia adunca Benth. - Tephrosia aemula (E.Mey.) Harv. - Tephrosia aequilata Baker - Tephrosia alba Du Puy & Labat - Tephrosia albissima H.M.L.Forbes - Tephrosia alpestris Taub. - Tephrosia ambigua D.Dietr. - Tephrosia amoena E.Mey. - Tephrosia amorphaefolia Kunth & Bouche - Tephrosia andongensis Baker - Tephrosia angustissima Chapman - Tephrosia anomala Thulin - Tephrosia apollinea (Delile) DC. - Tephrosia arenicola Maconochie - Tephrosia argyrolampra Harms - Tephrosia argyrotricha Harms - Tephrosia arnhemica C.T.White - Tephrosia ascendens Macfad. - Tephrosia astragaloides Benth. - Tephrosia athiensis Baker f. - Tephrosia aurantiaca Harms - Tephrosia bachmannii Harms - Tephrosia barba-jovis Cufod. - Tephrosia barbatala Bosman & de Haas - Tephrosia barberi J.R.Drumm. - Tephrosia baueri A.Gray - Tephrosia belizensis Lundell - Tephrosia benthamii Pedley - Tephrosia berhautiana Lescot - Tephrosia betsileensis (R.Vig.) Du Puy & Labat - Tephrosia bibracteolata (Dumaz-le-Grand) Du Puy & Labat - Tephrosia bidwillii Benth. - Tephrosia boiviniana Baill. - Tephrosia brachycarpa Benth. - Tephrosia brachyodon Domin - Tephrosia bracteolata Guill. & Perr. - Tephrosia brandegei (Standl.) L.Riley - Tephrosia brummittii Schrire - Tephrosia burchellii Burtt Davy - Tephrosia caerulea Baker f. - Tephrosia calophylla Bedd. - Tephrosia cana Brandegee - Tephrosia canarensis J.R.Drumm. - Tephrosia candida (Roxb.) DC. - Tephrosia capensis (Jacq.) Pers. - Tephrosia capitata Verdc. - Tephrosia carrollii O. Téllez - Tephrosia cephalantha Baker - Tephrosia cephalophora Harms - Tephrosia chilensis Trevir. - Tephrosia chimanimaniana Brummitt - Tephrosia chisumpae Brummitt - Tephrosia chrysophylla Pursh - Tephrosia cinerea (L.) Pers. - Tephrosia clementii Skan - Tephrosia clementis Alain - Tephrosia coccinea Wall. - Tephrosia collina V.S.Sharma - Tephrosia colutea Pers. - Tephrosia conspicua W.Fitzg. - Tephrosia conzattii (Rydb.) Standl. - Tephrosia corallicola (Small) Leon - Tephrosia cordata Hutch. & Burtt Davy - Tephrosia cordatistipula J.B.Gillett - Tephrosia coriacea Benth. - Tephrosia coronillifolia (Poir.) DC. - Tephrosia coronilloides Baker - Tephrosia crassifolia Benth. - Tephrosia crocea Benth. - Tephrosia cuernavacana (Rose) J.F.Macbr. - Tephrosia curtissii (Small) Shinners - Tephrosia curvata De Wild. - Tephrosia dasyphylla Baker - Tephrosia debilis Domin - Tephrosia decaryana (Dumaz-le-Grand) Du Puy & Labat - Tephrosia decora Baker - Tephrosia decumbens Benth. - Tephrosia deflexa Baker - Tephrosia delestangii Pedley - Tephrosia densiflora Hook.f. - Tephrosia desertorum Scheele - Tephrosia dichroocarpa A.Rich. - Tephrosia dietrichiae Domin - Tephrosia disperma Baker - Tephrosia diversifolia (Rose) J.F.Macbr. - Tephrosia djalonica Hutch. & Dalziel - Tephrosia domingensis (Willd.) Pers. - Tephrosia dregeana E.Mey. - Tephrosia drepanocarpa Baker - Tephrosia dura Baker - Tephrosia egregia Sandwith - Tephrosia elata Deflers - Tephrosia elegans Schum. - Tephrosia elliottii (Nutt.) Benth. - Tephrosia elliptica Bosman & de Haas - Tephrosia elongata E.Mey. - Tephrosia emeroides A.Rich. - Tephrosia eriocarpa Benth. - Tephrosia euchroa Verd. - Tephrosia euprepes Brummitt - Tephrosia falcata (Thunb.) Pers. - Tephrosia falciformis S.V.Ramaswamy - Tephrosia faulknerae Brummitt - Tephrosia feddemana McVaugh - Tephrosia festina Brummitt - Tephrosia filiflora Chiov. - Tephrosia filiformis (Jacq.) Pers. - Tephrosia filipes Benth. - Tephrosia flagellaris Domin - Tephrosia flammea Benth. - Tephrosia flexuosa G.Don - Tephrosia florida (F.Dietr.) C.E.Wood - Tephrosia floridana (Vail) Isely - Tephrosia foliolosa (Rydb.) L.Riley - Tephrosia forbesii Baker - Tephrosia forrestiana F.Muell. - Tephrosia fulvinervis A.Rich. - Tephrosia fusca Wight & Arn. - Tephrosia gaudium-solis Domin - Tephrosia geminiflora Baker - Tephrosia genistoides (Dumaz-le-Grand) Du Puy & Labat - Tephrosia glomeruliflora Meissner - Tephrosia gobensis Brummitt - Tephrosia gorgonea Cout. - Tephrosia gossweileri Baker f. - Tephrosia gracilenta H.M.L.Forbes - Tephrosia gracilipes Guill. & Perr. - Tephrosia grandibracteata Merxm. - Tephrosia grandiflora (Aiton) Pers. - Tephrosia griseola H.M.L.Forbes - Tephrosia guaranitica Chodat & Hassl. - Tephrosia guayameoensis O.Tellez - Tephrosia hassleri Chodat - Tephrosia haussknechtii Bornm. - Tephrosia heckmanniana Harms - Tephrosia heterophylla Vatke - Tephrosia hildebrandtii Vatke - Tephrosia hispidula (Michx.) Pers. - Tephrosia hochstetteri Chiov. - Tephrosia hockii De Wild. - Tephrosia holstii Taub. - Tephrosia hookeriana Wight & Arn. - Tephrosia huillensis Baker - Tephrosia humbertii Dumaz-le-Grand - Tephrosia humilis Guill. & Perr. - Tephrosia hypoleuca L.Riley - Tephrosia ibityensis (R.Vig.) Du Puy & Labat - Tephrosia inandensis H.M.L.Forbes - Tephrosia incana (Roxb.) Graham ex Wight - Tephrosia × intermedia (Small) G.L. Nesom & Zarucchi - Tephrosia interrupta Engl. - Tephrosia iringae Baker f. - Tephrosia isaloensis Du Puy & Labat - Tephrosia jamnagarensis Santapau - Tephrosia juncea Benth. - Tephrosia kalamboensis Brummitt & J.B.Gillett - Tephrosia karkarensis Thulin - Tephrosia kasikiensis Baker f. - Tephrosia kassasii Boulos - Tephrosia katangensis De Wild. - Tephrosia kazibensis Cronquist - Tephrosia kerrii J.R.Drumm. & Craib - Tephrosia kindu De Wild. - Tephrosia kraussiana Meissner - Tephrosia laevigata Baker - Tephrosia lamprolobioides F.Muell. - Tephrosia lanata M.Martens & Galeotti - Tephrosia langlassei Micheli - Tephrosia lathyroides Guill. & Perr. - Tephrosia laxa Domin - Tephrosia lebrunii Cronquist - Tephrosia leiocarpa A.Gray - Tephrosia lepida Baker f. - Tephrosia leptoclada Benth. - Tephrosia letestui Tisser. - Tephrosia leucantha Kunth - Tephrosia leveillei Domin - Tephrosia limpopoensis J.B.Gillett - Tephrosia lindheimeri A.Gray | - Tephrosia linearis (Willd.) Pers. - Tephrosia longipes Meissner - Tephrosia lortii Baker f. - Tephrosia lupinifolia DC. - Tephrosia lurida Sond. - Tephrosia luzoniensis Vogel - Tephrosia lyallii Baker - Tephrosia macrantha Pringle - Tephrosia macrocarpa Benth. - Tephrosia macropoda (E.Mey.) Harv. - Tephrosia macrostachya (Benth.) Domin - Tephrosia maculata Merr. & L.M.Perry - Tephrosia madrensis Seem. - Tephrosia major Micheli - Tephrosia malvina Brummitt - Tephrosia manikensis De Wild. - Tephrosia marginata Hassl. - Tephrosia marginella H.M.L.Forbes - Tephrosia mariana DC. - Tephrosia maxima (L.) Pers. - Tephrosia melanocalyx Baker - Tephrosia mexicana C.E.Wood - Tephrosia meyerana J.B.Gillett - Tephrosia micrantha J.B.Gillett - Tephrosia microcarpa O. Téllez - Tephrosia miranda Brummitt - Tephrosia mohrii (Rydb.) R.K.Godfrey - Tephrosia monophylla Schinz - Tephrosia montana Brummitt - Tephrosia moroubensis Tisser. - Tephrosia mossiensis A.Chev. - Tephrosia mucronata (Thunb.) DC. - Tephrosia muenzneri Harms - Tephrosia multifolia Rose - Tephrosia multijuga R.G.N.Young - Tephrosia nana Schweinf. - Tephrosia natalensis H.M.L.Forbes - Tephrosia nervosa Chodat & Hassl. - Tephrosia newtoniana Torre - Tephrosia nicaraguensis Oerst. - Tephrosia nitens Seem. - Tephrosia noctiflora Baker - Tephrosia nseleensis De Wild. - Tephrosia nubica (Boiss.) Baker - Tephrosia nyikensis Baker - Tephrosia obbiadensis Chiov. - Tephrosia oblongata Benth. - Tephrosia obovata Merr. - Tephrosia odorata Balf.f. - Tephrosia oligophylla Benth. - Tephrosia onobrychoides Nutt. - Tephrosia oubanguiensis Tisser. - Tephrosia oxygona Baker - Tephrosia pachypoda L.Riley - Tephrosia pallens (Aiton) Pers. - Tephrosia pallida H.M.L.Forbes - Tephrosia palmeri S.Watson - Tephrosia paniculata Baker - Tephrosia paradoxa Brummitt - Tephrosia parvifolia (R.Vig.) Du Puy & Labat - Tephrosia paucijuga Harms - Tephrosia pearsonii Baker f. - Tephrosia pedicellata Baker - Tephrosia pentaphylla (Roxb.) G.Don - Tephrosia perrieri R.Vig. - Tephrosia perriniana DC. - Tephrosia persica Boiss. - Tephrosia phaeosperma Benth. - Tephrosia phylloxylon (R.Vig.) Du Puy & Labat - Tephrosia pietersii H.M.L.Forbes - Tephrosia pinifolia Du Puy & Labat - Tephrosia platycarpa Guill. & Perr. - Tephrosia platyphylla (Rose) Standl. - Tephrosia pogonocalyx C.E.Wood - Tephrosia polyphylla (Chiov.) J.B.Gillett - Tephrosia polystachya E.Mey. - Tephrosia polyzyga Benth. - Tephrosia porrecta Benth. - Tephrosia potosina Brandegee - Tephrosia praecana Brummitt - Tephrosia pringlei (Rose) J.F.Macbr. - Tephrosia pseudolongipes Baker f. - Tephrosia pulchella Hook. f. - Tephrosia pumila (Lam.) Pers. - Tephrosia punctata J.B.Gillett - Tephrosia pungens (R.Vig.) Du Puy & Labat - Tephrosia purpurea (L.) Pers. - Tephrosia quercetorum C.E.Wood - Tephrosia radicans Baker - Tephrosia rechingeri Ali - Tephrosia remotiflora Benth. - Tephrosia reptans Baker - Tephrosia retamoides (Baker) Soler. - Tephrosia reticulata Benth. - Tephrosia retusa Burtt Davy - Tephrosia rhodantha Brandegee - Tephrosia rhodesica Baker f. - Tephrosia richardsiae J.B.Gillett - Tephrosia rigida Span. - Tephrosia rigidula Baker - Tephrosia ringoetii Baker f. - Tephrosia robinsoniana Brummitt - Tephrosia rosea Benth. - Tephrosia roxburghiana J.R.Drumm. - Tephrosia rufescens Benth. - Tephrosia rufula Pedley - Tephrosia rugelii Shuttlew. - Tephrosia rupicola J.B.Gillett - Tephrosia savannicola Domin - Tephrosia saxicola C.E.Wood - Tephrosia scopulata Thulin - Tephrosia scopulorum Brandegee - Tephrosia seemannii (Britten & Baker f.) K.Schum. - Tephrosia semiglabra Sond. - Tephrosia seminole Shinners - Tephrosia sengaensis Baker f. - Tephrosia senna Kunth - Tephrosia senticosa (L.) Pers. - Tephrosia sessiliflora (Poir.) Hassl. - Tephrosia seticulosa (L.) Pers. - Tephrosia shamimii Ali - Tephrosia shiluwanensis Schinz - Tephrosia siamensis J.R.Drumm. - Tephrosia simulans C.E.Wood - Tephrosia sinapou (Buc'hoz) A.Chev. - Tephrosia singuliflora F.Muell. - Tephrosia smallii (Vail) Robinson - Tephrosia smythiae McVaugh - Tephrosia sousae O. Téllez - Tephrosia sparsiflora H.M.L.Forbes - Tephrosia spechtii Pedley - Tephrosia sphaerospora F.Muell. - Tephrosia spicata (Walter) Torr. & A.Gray - Tephrosia spinosa (L.f.) Pers. - Tephrosia stipularis (Desv.) DC. - Tephrosia stipuligera W.Fitzg. - Tephrosia stormsii De Wild. - Tephrosia stricta (L.f.) Pers. - Tephrosia strigosa (Dalzell) Santapau & Maheshw. - Tephrosia stuartii Benth. - Tephrosia subamoena J.R.Drumm. & Hemsl. - Tephrosia subaphylla Du Puy & Labat - Tephrosia submontana (Rose) L.Riley - Tephrosia subnuda Domin - Tephrosia subpectinata Domin - Tephrosia subpraecox Cronquist - Tephrosia subtriflora Baker - Tephrosia subulata Hutch. & Burtt Davy - Tephrosia supina Domin - Tephrosia sylitroides Baker f. - Tephrosia sylviae Berhaut - Tephrosia tanganyikensis De Wild. - Tephrosia tenuis Wall. - Tephrosia tepicana (Standl.) Standl. - Tephrosia thurberi Rydb. - Tephrosia tinctoria Pers. - Tephrosia totta (Thunb.) Pers. - Tephrosia travancorica Thoth. & D.N.Das - Tephrosia tundavalensis Bamps - Tephrosia uniflora Pers. - Tephrosia uniovulata F.Muell. - Tephrosia varians (Bailey) C.T.White - Tephrosia velutina Spreng. - Tephrosia verdickii De Wild. - Tephrosia vernicosa C.E.Wood - Tephrosia vestita Vogel - Tephrosia vicioides Schltdl. - Tephrosia viguieri Du Puy & Labat - Tephrosia villosa (L.) Pers. - Tephrosia virens Pedley - Tephrosia virgata H.M.L.Forbes - Tephrosia virginiana (L.) Pers. - Tephrosia vogelii Hook.f. - Tephrosia vohimenaensis Du Puy & Labat - Tephrosia watsoniana (Standl.) J.F.Macbr. - Tephrosia whyteana Baker f. - Tephrosia wynaadensis J.R.Drumm. - Tephrosia zambiana Brummitt - Tephrosia zollingeri Backer - Tephrosia zoutpansbergensis Bremek. - Tephrosia zoutspanbergensis Bremek. |